# Dolmen de la Garenne (La Mothe-Saint-Héray)

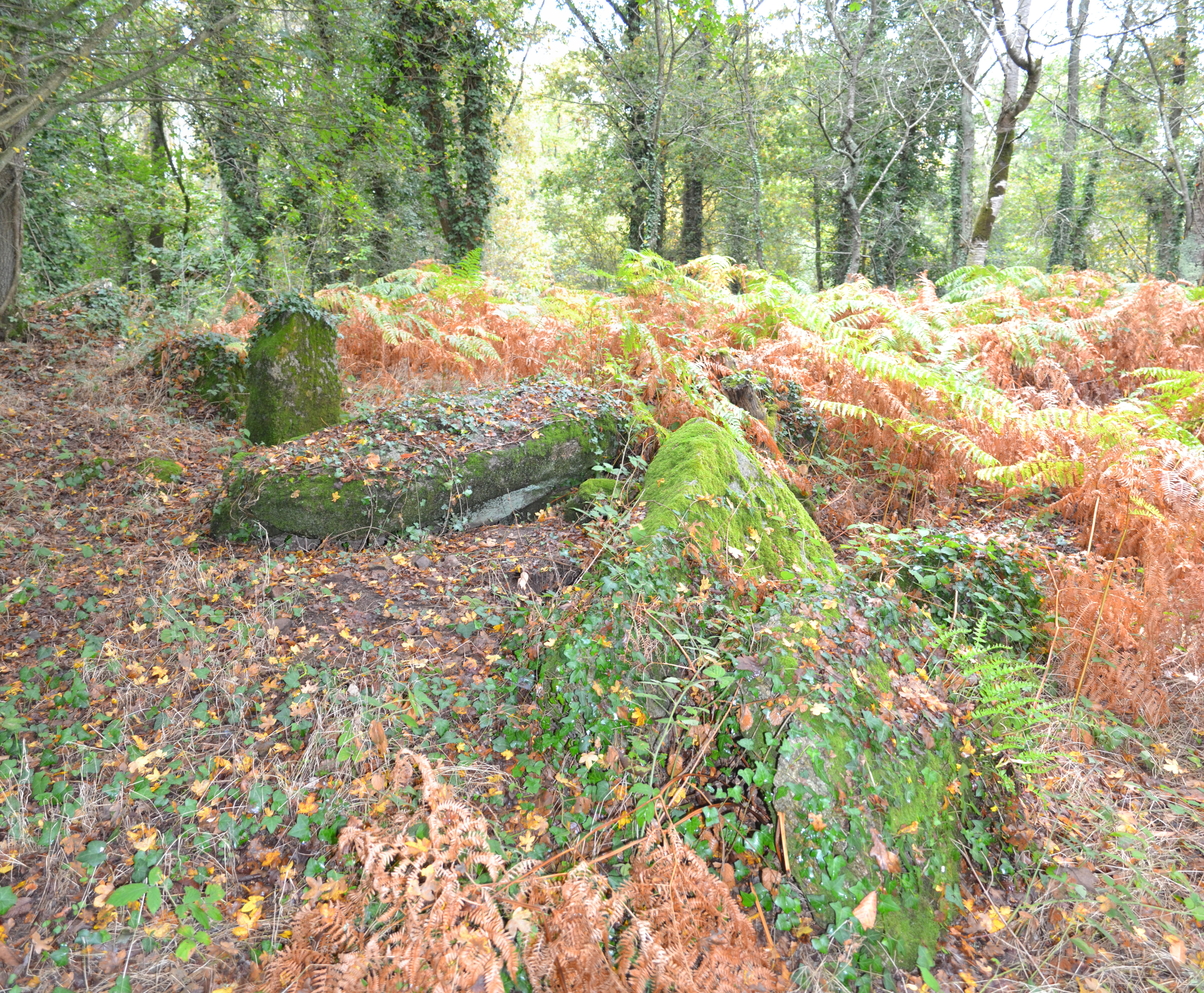
Dolmen de la Garenne

Der Dolmen de la Garenne (deutsch „der Kaninchenbau“ – auch Dolmen de la Villedieu-de-Comblé) liegt auf einer Waldlichtung beim Weiler La Villedieu de Comblé in der Gemeinde La Mothe-Saint-Héray im Département Deux-Sèvres in Frankreich. Dolmen ist in Frankreich der Oberbegriff für neolithische Megalithanlagen aller Art (siehe: Französische Nomenklatur).
Der Dolmen liegt noch in seinem Hügel. Sichtbar ist ein Deckstein von etwa 4,0 × 3,0 m, der auf verschiedenen, zerbröckelten Stützplatten liegt. Östlich liegen Steine, die Reste einer anderen Kammer oder eines Ganges sein können. Es ist möglich, dass es zwei Kammern gibt, die nach Süden öffnen. Der Dolmen ist als Monument historique registriert.